# Эриксон, Джон (историк)
Джон Эриксон (англ. John Erickson; 17 апреля 1929[…], Саут-Шилдс, Тайн-энд-Уир — 10 февраля 2002[…], Эдинбург) — британский военный историк; автор множества трудов о Второй мировой войне, среди которых наибольшую известность получили книги «The Road to Stalingrad» и «The Road to Berlin» посвящённые Второй мировой войне в России (1941—1945). Также получил признание во времена холодной войны как эксперт по СССР, чему способствовало хорошее знание русского языка.

## Биография
Родился 17 апреля 1929 года в городе Саут-Шилдс (тогда часть графства Дарем), Англия. Получил образование в средней школе Саут-Шилдс для мальчиков и Колледже Святого Иоанна Кембриджского университета, где получил магистра гуманитарных наук с отличием. В 1956—1958 годах — научный сотрудник Колледжа Святого Антония Оксфордского университета.
Последствие преподавал в Сент-Эндрюсском университете (1958 год), в Манчестерском университете (1962 год) и Индианском университете (1964 год); с 1967 года преподавал Эдинбургском университете. В 1969—1988 годах — профессором оборонных исследований Центра оборонных исследований, который и возглавлял с 1988 по 1996 год
Член Королевского общества искусств, член Эдинбургского королевского общества и член Британской академии.

## «Эдинбургские беседы»
«Эдинбургские беседы» (англ. Edinburgh Conversations) (1983—1989) были серией встреч между видными политическими и военными деятелями западных стран и их советскими коллегами. Цель встреч состояла в организации личного диалога в нейтральной обстановке. В состав первой советской делегации входили редактор «Правды» и два генерала армии.
После начала Афганской войны (1979—1989) Великобритания официально приостановила дипломатические контакты с Советским Союзом. В этой обстановке Эриксон решил создать площадку для дискуссий между СССР и Западом. Встречи проходили поочередно в Эдинбурге и Москве. Хотя обе стороны изначально отнеслись к идее с подозрением, усилия Эриксона по созданию «академической атмосферы» способствовали успеху встреч.

## Оценки
Современные российские исследователи отмечают, что работы Эриксона отличает более высокая степень объективности и тщательное изучение советских мемуаров, хотя в его военно-исторических трудах ещё присутствует мнение о том, что главная причина победы РККА в Великой Отечественной войне — это численное превосходство.